# Paris-Roubaix de 2023
A 120.ª edição da clássica ciclista Paris-Roubaix foi uma corrida nA França que se celebrou a 9 de abril de 2023 sobre um percurso de 256,6 quilómetros entre a cidade francesa de Compiègne e o velódromo do município de Roubaix.
A corrida fez parte do UCI WorldTour de 2023, calendário ciclístico de máximo nível mundial, sendo a décima-sexta corrida de dito circuito e foi vencida pelos neerlandês Mathieu van der Poel do Alpecin-Deceuninck, fazendo-se com seu segundo monumento de 2023, e o quarto de sua corrida. Completaram o pódio, como segundo e terceiro classificado respectivamente, os belgas Jasper Philipsen do Alpecin-Deceuninck e Wout van Aert do Jumbo-Visma.
Ademais, esta edição converteu-se na mais rápida da história, com uma velocidade média de 46,84 quilómetros por hora.

## Equipas participantes
Na edição de 2023 participaram um total de 25 equipas, os 18 UCI WorldTour e sete equipas UCI ProSeries:
| Equipes WorldTeam (18)- AG2R Citroën Team - Alpecin-Deceuninck - Astana Qazaqstan Team - Bahrain Victorious - Bora-Hansgrohe - Cofidis - EF Education-EasyPost - Groupama-FDJ - Ineos Grenadiers - Intermarché-Circus-Wanty - Jumbo-Visma - Movistar Team - Soudal Quick-Step - Arkéa-Samsic - Team DSM - Team Jayco AlUla - Trek-Segafredo - UAE Team Emirates Equipes ProTeam (7)- Bingoal WB - TotalEnergies - Lotto Dstny - Israel-Premier Tech - Q36.5 Pro Cycling Team - Team Flanders-Baloise - Uno-X Pro Cycling Team |
| |

## Classificação final
- A classificação finalizou da seguinte forma:[4]

| \| Classificação geral \| Classificação geral \| Classificação geral \| Classificação geral \| Classificação geral \| \| Ciclista \| Ciclista \| Equipe \| Tempo \| \| \| ------------------- \| -------------------- \| ------------------------ \| ------------------- \| ------------------- \| \| 1. \| Mathieu van der Poel \| Alpecin-Deceuninck \| 5h28m41s \| \| \| 2. \| Jasper Philipsen \| Alpecin-Deceuninck \| + 46s \| \| \| 3. \| Wout van Aert \| Jumbo-Visma \| + 46s \| \| \| 4. \| Mads Pedersen \| Trek-Segafredo \| + 50s \| \| \| 5. \| Stefan Küng \| Groupama-FDJ \| + 50s \| \| \| 6. \| Filippo Ganna \| Ineos Grenadiers \| + 50s \| \| \| 7. \| John Degenkolb \| Team DSM \| + 2m35s \| \| \| 8. \| Max Walscheid \| Cofidis \| + 3m31s \| \| \| 9. \| Laurenz Rex \| Intermarché-Circus-Wanty \| + 3m35s \| \| \| 10. \| Christophe Laporte \| Jumbo-Visma \| + 4m11s \| \| \| 11. \| Gianni Vermeersch \| Alpecin-Deceuninck \| + 4m11s \| \| \| 12. \| Florian Vermeersch \| Lotto Dstny \| + 4m11s \| \| \| 13. \| Sjoerd Bax \| UAE Team Emirates \| + 4m11s \| \| \| 14. \| Nathan Van Hooydonck \| Jumbo-Visma \| + 4m11s \| \| \| 15. \| Alexander Kristoff \| Uno-X Pro Cycling Team \| + 5m36s \| \| \| 16. \| Sep Vanmarcke \| Israel-Premier Tech \| + 5m36s \| \| \| 17. \| Mike Teunissen \| Intermarché-Circus-Wanty \| + 5m36s \| \| \| 18. \| Dries Van Gestel \| TotalEnergies \| + 5m36s \| \| \| 19. \| Matteo Trentin \| UAE Team Emirates \| + 5m36s \| \| \| 20. \| Jasper Stuyven \| Trek-Segafredo \| + 5m36s \| \| |                      |                          |          |
| |                      |                          |          |
| Fonte: ProCyclingStats |                      |                          |          |
| Classificação geral |                      |                          |          |
| Ciclista | Ciclista             | Equipe                   | Tempo    |
| 1. | Mathieu van der Poel | Alpecin-Deceuninck       | 5h28m41s |
| 2. | Jasper Philipsen     | Alpecin-Deceuninck       | + 46s    |
| 3. | Wout van Aert        | Jumbo-Visma              | + 46s    |
| 4. | Mads Pedersen        | Trek-Segafredo           | + 50s    |
| 5. | Stefan Küng          | Groupama-FDJ             | + 50s    |
| 6. | Filippo Ganna        | Ineos Grenadiers         | + 50s    |
| 7. | John Degenkolb       | Team DSM                 | + 2m35s  |
| 8. | Max Walscheid        | Cofidis                  | + 3m31s  |
| 9. | Laurenz Rex          | Intermarché-Circus-Wanty | + 3m35s  |
| 10. | Christophe Laporte   | Jumbo-Visma              | + 4m11s  |
| 11. | Gianni Vermeersch    | Alpecin-Deceuninck       | + 4m11s  |
| 12. | Florian Vermeersch   | Lotto Dstny              | + 4m11s  |
| 13. | Sjoerd Bax           | UAE Team Emirates        | + 4m11s  |
| 14. | Nathan Van Hooydonck | Jumbo-Visma              | + 4m11s  |
| 15. | Alexander Kristoff   | Uno-X Pro Cycling Team   | + 5m36s  |
| 16. | Sep Vanmarcke        | Israel-Premier Tech      | + 5m36s  |
| 17. | Mike Teunissen       | Intermarché-Circus-Wanty | + 5m36s  |
| 18. | Dries Van Gestel     | TotalEnergies            | + 5m36s  |
| 19. | Matteo Trentin       | UAE Team Emirates        | + 5m36s  |
| 20. | Jasper Stuyven       | Trek-Segafredo           | + 5m36s  |

## Ciclistas participantes e posições finais
| Jumbo-Visma TJV | Jumbo-Visma TJV            | Jumbo-Visma TJV |
| --------------- | -------------------------- | --------------- |
| Num             | Ciclista                   | Pos             |
| 1               | Dylan van Baarle (NED)     | DNF             |
| 2               | Edoardo Affini (ITA)       | 111.            |
| 3               | Christophe Laporte (FRA)   | 10.             |
| 4               | Timo Roosen (NED)          | 91.             |
| 5               | Tim van Dijke (NED)        | 43.             |
| 6               | Nathan Van Hooydonck (BEL) | 14.             |
| 7               | Wout van Aert (BEL)        | 3.              |

| Groupama-FDJ GFC | Groupama-FDJ GFC      | Groupama-FDJ GFC |
| ---------------- | --------------------- | ---------------- |
| Num              | Ciclista              | Pos              |
| 11               | Stefan Küng (SUI)     | 5.               |
| 12               | Lewis Askey (GBR)     | 25.              |
| 13               | Olivier Le Gac (FRA)  | 57.              |
| 14               | Fabian Lienhard (SUI) | 34.              |
| 15               | Miles Scotson (AUS)   | 56.              |
| 16               | Jake Stewart (GBR)    | DNF              |
| 17               | Samuel Watson (GBR)   | 121.             |

| Alpecin-Deceuninck ADC | Alpecin-Deceuninck ADC     | Alpecin-Deceuninck ADC |
| ---------------------- | -------------------------- | ---------------------- |
| Num                    | Ciclista                   | Pos                    |
| 21                     | Mathieu van der Poel (NED) | 1.                     |
| 22                     | Silvan Dillier (SUI)       | 42.                    |
| 23                     | Michael Gogl (AUT)         | 123.                   |
| 24                     | Kaden Groves (AUS)         | 31.                    |
| 25                     | Jasper Philipsen (BEL)     | 2.                     |
| 26                     | Jonas Rickaert (BEL)       | 48.                    |
| 27                     | Gianni Vermeersch (BEL)    | 11.                    |

| Bahrain Victorious TBV | Bahrain Victorious TBV | Bahrain Victorious TBV |
| ---------------------- | ---------------------- | ---------------------- |
| Num                    | Ciclista               | Pos                    |
| 31                     | Matej Mohorič (SLO)    | 29.                    |
| 32                     | Kamil Gradek (POL)     | DNF                    |
| 33                     | Fran Miholjević (CRO)  | 134.                   |
| 34                     | Jonathan Milan (ITA)   | DNF                    |
| 35                     | Andrea Pasqualon (ITA) | 41.                    |
| 36                     | Dušan Rajović (SRB)    | DNF                    |
| 37                     | Fred Wright (GBR)      | DNF                    |

| Ineos Grenadiers IGD | Ineos Grenadiers IGD   | Ineos Grenadiers IGD |
| -------------------- | ---------------------- | -------------------- |
| Num                  | Ciclista               | Pos                  |
| 41                   | Filippo Ganna (ITA)    | 6.                   |
| 42                   | Kim Heiduk (GER)       | 96.                  |
| 43                   | Luke Rowe (GBR)        | 127.                 |
| 44                   | Magnus Sheffield (USA) | 92.                  |
| 45                   | Connor Swift (GBR)     | 68.                  |
| 46                   | Joshua Tarling (GBR)   | HD                   |
| 47                   | Cameron Wurf (AUS)     | 128.                 |

| Trek-Segafredo TFS | Trek-Segafredo TFS            | Trek-Segafredo TFS |
| ------------------ | ----------------------------- | ------------------ |
| Num                | Ciclista                      | Pos                |
| 51                 | Mads Pedersen (DEN)           | 4.                 |
| 52                 | Daan Hoole (NED)              | 49.                |
| 53                 | Alex Kirsch (LUX)             | 87.                |
| 54                 | Emīls Liepiņš (LAT) (estrada) | 105.               |
| 55                 | Jasper Stuyven (BEL)          | 20.                |
| 56                 | Edward Theuns (BEL)           | 73.                |
| 57                 | Mathias Vacek (CZE)           | 67.                |

| Soudal Quick-Step SOQ | Soudal Quick-Step SOQ            | Soudal Quick-Step SOQ |
| --------------------- | -------------------------------- | --------------------- |
| Num                   | Ciclista                         | Pos                   |
| 61                    | Kasper Asgreen (DEN)             | DNF                   |
| 62                    | Davide Ballerini (ITA)           | DNF                   |
| 63                    | Tim Declercq (BEL)               | 53.                   |
| 64                    | Yves Lampaert (BEL)              | 24.                   |
| 65                    | Tim Merlier (BEL) (estrada)      | 23.                   |
| 66                    | Florian Sénéchal (FRA) (estrada) | 63.                   |
| 67                    | Bert Van Lerberghe (BEL)         | DNF                   |

| Bora-Hansgrohe BOH | Bora-Hansgrohe BOH          | Bora-Hansgrohe BOH |
| ------------------ | --------------------------- | ------------------ |
| Num                | Ciclista                    | Pos                |
| 71                 | Nils Politt (GER) (estrada) | 35.                |
| 72                 | Shane Archbold (NZL)        | DNF                |
| 73                 | Patrick Gamper (AUT)        | 60.                |
| 74                 | Marco Haller (AUT)          | 80.                |
| 75                 | Jonas Koch (GER)            | 109.               |
| 76                 | Jordi Meeus (BEL)           | 112.               |
| 77                 | Ryan Mullen (IRL)           | 116.               |

| Lotto Dstny LTD | Lotto Dstny LTD          | Lotto Dstny LTD |
| --------------- | ------------------------ | --------------- |
| Num             | Ciclista                 | Pos             |
| 81              | Florian Vermeersch (BEL) | 12.             |
| 82              | Cedric Beullens (BEL)    | 27.             |
| 83              | Arnaud De Lie (BEL)      | 50.             |
| 85              | Frederik Frison (BEL)    | DNF             |
| 86              | Sébastien Grignard (BEL) | DNF             |
| 87              | Liam Slock (BEL)         | 58.             |
| 88              | Brent Van Moer (BEL)     | 54.             |

| Team DSM DSM | Team DSM DSM               | Team DSM DSM |
| ------------ | -------------------------- | ------------ |
| Num          | Ciclista                   | Pos          |
| 91           | John Degenkolb (GER)       | 7.           |
| 92           | Tobias Lund Andresen (DEN) | DNF          |
| 93           | Pavel Bittner (CZE)        | DNF          |
| 94           | Alberto Dainese (ITA)      | 77.          |
| 95           | Nils Eekhoff (NED)         | 86.          |
| 96           | Tim Naberman (NED)         | 76.          |
| 97           | Sam Welsford (AUS)         | 132.         |

| AG2R Citroën Team ACT | AG2R Citroën Team ACT   | AG2R Citroën Team ACT |
| --------------------- | ----------------------- | --------------------- |
| Num                   | Ciclista                | Pos                   |
| 101                   | Greg Van Avermaet (BEL) | 37.                   |
| 102                   | Stan Dewulf (BEL)       | 104.                  |
| 103                   | Pierre Gautherat (FRA)  | 83.                   |
| 104                   | Oliver Naesen (BEL)     | 66.                   |
| 105                   | Antoine Raugel (FRA)    | 90.                   |
| 106                   | Michael Schär (SUI)     | 69.                   |
| 107                   | Damien Touzé (FRA)      | 107.                  |

| TotalEnergies TEN | TotalEnergies TEN           | TotalEnergies TEN |
| ----------------- | --------------------------- | ----------------- |
| Num               | Ciclista                    | Pos               |
| 111               | Peter Sagan (SVK) (estrada) | DNF               |
| 112               | Edvald Boasson Hagen (NOR)  | 126.              |
| 113               | Maciej Bodnar (POL)         | DNF               |
| 114               | Daniel Oss (ITA)            | DNF               |
| 115               | Geoffrey Soupe (FRA)        | 129.              |
| 116               | Anthony Turgis (FRA)        | 74.               |
| 117               | Dries Van Gestel (BEL)      | 18.               |

| Israel-Premier Tech IPT | Israel-Premier Tech IPT        | Israel-Premier Tech IPT |
| ----------------------- | ------------------------------ | ----------------------- |
| Num                     | Ciclista                       | Pos                     |
| 121                     | Sep Vanmarcke (BEL)            | 16.                     |
| 122                     | Guillaume Boivin (CAN)         | 45.                     |
| 123                     | Itamar Einhorn (ISR) (estrada) | 124.                    |
| 124                     | Derek Gee (CAN)                | 135.                    |
| 125                     | Jens Reynders (BEL)            | 119.                    |
| 126                     | Tom Van Asbroeck (BEL)         | 30.                     |
| 127                     | Rick Zabel (GER)               | 64.                     |

| Arkéa-Samsic ARK | Arkéa-Samsic ARK      | Arkéa-Samsic ARK |
| ---------------- | --------------------- | ---------------- |
| Num              | Ciclista              | Pos              |
| 131              | Matis Louvel (FRA)    | 47.              |
| 132              | Jenthe Biermans (BEL) | 51.              |
| 133              | David Dekker (NED)    | 110.             |
| 134              | Hugo Hofstetter (FRA) | 78.              |
| 135              | Daniel McLay (GBR)    | DNF              |
| 136              | Luca Mozzato (ITA)    | 21.              |
| 137              | Clément Russo (FRA)   | DNF              |

| UAE Team Emirates UAD | UAE Team Emirates UAD      | UAE Team Emirates UAD |
| --------------------- | -------------------------- | --------------------- |
| Num                   | Ciclista                   | Pos                   |
| 141                   | Matteo Trentin (ITA)       | 19.                   |
| 142                   | Pascal Ackermann (GER)     | DNF                   |
| 143                   | Rui Oliveira (POR)         | 52.                   |
| 144                   | Sjoerd Bax (NED)           | 13.                   |
| 145                   | Mikkel Bjerg (DEN)         | 40.                   |
| 146                   | Ryan Gibbons (RSA)         | 88.                   |
| 147                   | Vegard Stake Laengen (NOR) | 44.                   |

| Cofidis COF | Cofidis COF            | Cofidis COF |
| ----------- | ---------------------- | ----------- |
| Num         | Ciclista               | Pos         |
| 151         | Max Walscheid (GER)    | 8.          |
| 152         | Piet Allegaert (BEL)   | DNF         |
| 153         | André Carvalho (POR)   | 94.         |
| 154         | Wesley Kreder (NED)    | 61.         |
| 155         | Christophe Noppe (BEL) | 95.         |
| 156         | Alexis Renard (FRA)    | 28.         |
| 157         | Jelle Wallays (BEL)    | 93.         |

| Team Jayco AlUla JAY | Team Jayco AlUla JAY    | Team Jayco AlUla JAY |
| -------------------- | ----------------------- | -------------------- |
| Num                  | Ciclista                | Pos                  |
| 161                  | Zdeněk Štybar (CZE)     | 79.                  |
| 162                  | Alexandre Balmer (SUI)  | 106.                 |
| 163                  | Luke Durbridge (AUS)    | 100.                 |
| 164                  | Kelland O'Brien (AUS)   | DNF                  |
| 165                  | Lukas Pöstlberger (AUT) | DNF                  |
| 166                  | Elmar Reinders (NED)    | 75.                  |
| 167                  | Campbell Stewart (NZL)  | DNF                  |

| Uno-X Pro Cycling Team UXT | Uno-X Pro Cycling Team UXT    | Uno-X Pro Cycling Team UXT |
| -------------------------- | ----------------------------- | -------------------------- |
| Num                        | Ciclista                      | Pos                        |
| 171                        | Alexander Kristoff (NOR)      | 15.                        |
| 172                        | Louis Bendixen (DEN)          | 98.                        |
| 173                        | Kristoffer Halvorsen (NOR)    | DNF                        |
| 174                        | William Blume Levy (DEN)      | 122.                       |
| 175                        | Erik Nordsæter Resell (NOR)   | 55.                        |
| 176                        | Rasmus Tiller (NOR) (estrada) | 46.                        |
| 177                        | Søren Wærenskjold (NOR)       | 22.                        |

| Movistar Team MOV | Movistar Team MOV         | Movistar Team MOV |
| ----------------- | ------------------------- | ----------------- |
| Num               | Ciclista                  | Pos               |
| 181               | Iván García Cortina (ESP) | 32.               |
| 182               | Juri Hollmann (GER)       | 82.               |
| 183               | Johan Jacobs (SUI)        | 133.              |
| 184               | Mathias Norsgaard (DEN)   | 65.               |
| 185               | Oier Lazkano (ESP)        | 102.              |
| 186               | Lluís Mas (ESP)           | DNF               |
| 187               | Iván Romeo (ESP)          | DNF               |

| Intermarché-Circus-Wanty ICW | Intermarché-Circus-Wanty ICW | Intermarché-Circus-Wanty ICW |
| ---------------------------- | ---------------------------- | ---------------------------- |
| Num                          | Ciclista                     | Pos                          |
| 191                          | Mike Teunissen (NED)         | 17.                          |
| 192                          | Dries De Pooter (BEL)        | 38.                          |
| 193                          | Julius Johansen (DEN)        | 71.                          |
| 194                          | Madis Mihkels (EST)          | 114.                         |
| 195                          | Baptiste Planckaert (BEL)    | DNF                          |
| 196                          | Laurenz Rex (BEL)            | 9.                           |
| 197                          | Gerben Thijssen (BEL)        | 70.                          |

| EF Education-EasyPost EFE | EF Education-EasyPost EFE | EF Education-EasyPost EFE |
| ------------------------- | ------------------------- | ------------------------- |
| Num                       | Ciclista                  | Pos                       |
| 201                       | Jens Keukeleire (BEL)     | 62.                       |
| 202                       | Owain Doull (GBR)         | 59.                       |
| 203                       | Jonas Rutsch (GER)        | 33.                       |
| 204                       | Tom Scully (NZL)          | 101.                      |
| 205                       | James Shaw (GBR)          | DNF                       |
| 206                       | Marijn van den Berg (NED) | 72.                       |
| 207                       | Julius van den Berg (NED) | 84.                       |

| Astana Qazaqstan Team AST | Astana Qazaqstan Team AST   | Astana Qazaqstan Team AST |
| ------------------------- | --------------------------- | ------------------------- |
| Num                       | Ciclista                    | Pos                       |
| 211                       | Gianni Moscon (ITA)         | 36.                       |
| 212                       | Cees Bol (NED)              | 131.                      |
| 213                       | Igor Chzhan (KAZ) (estrada) | DNF                       |
| 214                       | Yevgeniy Fedorov (KAZ)      | 26.                       |
| 215                       | Dmitriy Gruzdev (KAZ)       | 97.                       |
| 216                       | Martin Laas (EST)           | DNF                       |
| 217                       | Gleb Syrica                 | 117.                      |

| Q36.5 Pro Cycling Team Q36 | Q36.5 Pro Cycling Team Q36 | Q36.5 Pro Cycling Team Q36 |
| -------------------------- | -------------------------- | -------------------------- |
| Num                        | Ciclista                   | Pos                        |
| 221                        | Tom Devriendt (BEL)        | 85.                        |
| 222                        | Jack Bauer (NZL)           | 115.                       |
| 223                        | Filippo Colombo (SUI)      | DNF                        |
| 224                        | Tobias Ludvigsson (SWE)    | DNF                        |
| 225                        | Matteo Moschetti (ITA)     | DNF                        |
| 226                        | Antonio Puppio (ITA)       | 108.                       |
| 227                        | Nickolas Zukowsky (CAN)    | 125.                       |

| Bingoal WB BWB | Bingoal WB BWB                 | Bingoal WB BWB |
| -------------- | ------------------------------ | -------------- |
| Num            | Ciclista                       | Pos            |
| 231            | Ludovic Robeet (BEL)           | 99.            |
| 232            | Dorian de Maeght (BEL)         | HD             |
| 233            | Ceriel Desal (BEL)             | 120.           |
| 234            | Karl Patrick Lauk (EST)        | HD             |
| 235            | Alexander Salby (DEN)          | DNF            |
| 236            | Nathan Vandepitte (FRA)        | 130.           |
| 237            | Guillaume Van Keirsbulck (BEL) | 39.            |

| Team Flanders-Baloise TFB | Team Flanders-Baloise TFB | Team Flanders-Baloise TFB |
| ------------------------- | ------------------------- | ------------------------- |
| Num                       | Ciclista                  | Pos                       |
| 241                       | Lindsay De Vylder (BEL)   | DNF                       |
| 242                       | Ruben Apers (BEL)         | 81.                       |
| 243                       | Alex Colman (BEL)         | DNF                       |
| 244                       | Sander De Pestel (BEL)    | 89.                       |
| 245                       | Gilles De Wilde (BEL)     | 103.                      |
| 246                       | Milan Fretin (BEL)        | 118.                      |
| 247                       | Ward Vanhoof (BEL)        | 113.                      |

| Jumbo-Visma TJV | Jumbo-Visma TJV            | Jumbo-Visma TJV |
| --------------- | -------------------------- | --------------- |
| Num             | Ciclista                   | Pos             |
| 1               | Dylan van Baarle (NED)     | DNF             |
| 2               | Edoardo Affini (ITA)       | 111.            |
| 3               | Christophe Laporte (FRA)   | 10.             |
| 4               | Timo Roosen (NED)          | 91.             |
| 5               | Tim van Dijke (NED)        | 43.             |
| 6               | Nathan Van Hooydonck (BEL) | 14.             |
| 7               | Wout van Aert (BEL)        | 3.              |

| Groupama-FDJ GFC | Groupama-FDJ GFC      | Groupama-FDJ GFC |
| ---------------- | --------------------- | ---------------- |
| Num              | Ciclista              | Pos              |
| 11               | Stefan Küng (SUI)     | 5.               |
| 12               | Lewis Askey (GBR)     | 25.              |
| 13               | Olivier Le Gac (FRA)  | 57.              |
| 14               | Fabian Lienhard (SUI) | 34.              |
| 15               | Miles Scotson (AUS)   | 56.              |
| 16               | Jake Stewart (GBR)    | DNF              |
| 17               | Samuel Watson (GBR)   | 121.             |

| Alpecin-Deceuninck ADC | Alpecin-Deceuninck ADC     | Alpecin-Deceuninck ADC |
| ---------------------- | -------------------------- | ---------------------- |
| Num                    | Ciclista                   | Pos                    |
| 21                     | Mathieu van der Poel (NED) | 1.                     |
| 22                     | Silvan Dillier (SUI)       | 42.                    |
| 23                     | Michael Gogl (AUT)         | 123.                   |
| 24                     | Kaden Groves (AUS)         | 31.                    |
| 25                     | Jasper Philipsen (BEL)     | 2.                     |
| 26                     | Jonas Rickaert (BEL)       | 48.                    |
| 27                     | Gianni Vermeersch (BEL)    | 11.                    |

| Bahrain Victorious TBV | Bahrain Victorious TBV | Bahrain Victorious TBV |
| ---------------------- | ---------------------- | ---------------------- |
| Num                    | Ciclista               | Pos                    |
| 31                     | Matej Mohorič (SLO)    | 29.                    |
| 32                     | Kamil Gradek (POL)     | DNF                    |
| 33                     | Fran Miholjević (CRO)  | 134.                   |
| 34                     | Jonathan Milan (ITA)   | DNF                    |
| 35                     | Andrea Pasqualon (ITA) | 41.                    |
| 36                     | Dušan Rajović (SRB)    | DNF                    |
| 37                     | Fred Wright (GBR)      | DNF                    |

| Ineos Grenadiers IGD | Ineos Grenadiers IGD   | Ineos Grenadiers IGD |
| -------------------- | ---------------------- | -------------------- |
| Num                  | Ciclista               | Pos                  |
| 41                   | Filippo Ganna (ITA)    | 6.                   |
| 42                   | Kim Heiduk (GER)       | 96.                  |
| 43                   | Luke Rowe (GBR)        | 127.                 |
| 44                   | Magnus Sheffield (USA) | 92.                  |
| 45                   | Connor Swift (GBR)     | 68.                  |
| 46                   | Joshua Tarling (GBR)   | HD                   |
| 47                   | Cameron Wurf (AUS)     | 128.                 |

| Trek-Segafredo TFS | Trek-Segafredo TFS            | Trek-Segafredo TFS |
| ------------------ | ----------------------------- | ------------------ |
| Num                | Ciclista                      | Pos                |
| 51                 | Mads Pedersen (DEN)           | 4.                 |
| 52                 | Daan Hoole (NED)              | 49.                |
| 53                 | Alex Kirsch (LUX)             | 87.                |
| 54                 | Emīls Liepiņš (LAT) (estrada) | 105.               |
| 55                 | Jasper Stuyven (BEL)          | 20.                |
| 56                 | Edward Theuns (BEL)           | 73.                |
| 57                 | Mathias Vacek (CZE)           | 67.                |

| Soudal Quick-Step SOQ | Soudal Quick-Step SOQ            | Soudal Quick-Step SOQ |
| --------------------- | -------------------------------- | --------------------- |
| Num                   | Ciclista                         | Pos                   |
| 61                    | Kasper Asgreen (DEN)             | DNF                   |
| 62                    | Davide Ballerini (ITA)           | DNF                   |
| 63                    | Tim Declercq (BEL)               | 53.                   |
| 64                    | Yves Lampaert (BEL)              | 24.                   |
| 65                    | Tim Merlier (BEL) (estrada)      | 23.                   |
| 66                    | Florian Sénéchal (FRA) (estrada) | 63.                   |
| 67                    | Bert Van Lerberghe (BEL)         | DNF                   |

| Bora-Hansgrohe BOH | Bora-Hansgrohe BOH          | Bora-Hansgrohe BOH |
| ------------------ | --------------------------- | ------------------ |
| Num                | Ciclista                    | Pos                |
| 71                 | Nils Politt (GER) (estrada) | 35.                |
| 72                 | Shane Archbold (NZL)        | DNF                |
| 73                 | Patrick Gamper (AUT)        | 60.                |
| 74                 | Marco Haller (AUT)          | 80.                |
| 75                 | Jonas Koch (GER)            | 109.               |
| 76                 | Jordi Meeus (BEL)           | 112.               |
| 77                 | Ryan Mullen (IRL)           | 116.               |

| Lotto Dstny LTD | Lotto Dstny LTD          | Lotto Dstny LTD |
| --------------- | ------------------------ | --------------- |
| Num             | Ciclista                 | Pos             |
| 81              | Florian Vermeersch (BEL) | 12.             |
| 82              | Cedric Beullens (BEL)    | 27.             |
| 83              | Arnaud De Lie (BEL)      | 50.             |
| 85              | Frederik Frison (BEL)    | DNF             |
| 86              | Sébastien Grignard (BEL) | DNF             |
| 87              | Liam Slock (BEL)         | 58.             |
| 88              | Brent Van Moer (BEL)     | 54.             |

| Team DSM DSM | Team DSM DSM               | Team DSM DSM |
| ------------ | -------------------------- | ------------ |
| Num          | Ciclista                   | Pos          |
| 91           | John Degenkolb (GER)       | 7.           |
| 92           | Tobias Lund Andresen (DEN) | DNF          |
| 93           | Pavel Bittner (CZE)        | DNF          |
| 94           | Alberto Dainese (ITA)      | 77.          |
| 95           | Nils Eekhoff (NED)         | 86.          |
| 96           | Tim Naberman (NED)         | 76.          |
| 97           | Sam Welsford (AUS)         | 132.         |

| AG2R Citroën Team ACT | AG2R Citroën Team ACT   | AG2R Citroën Team ACT |
| --------------------- | ----------------------- | --------------------- |
| Num                   | Ciclista                | Pos                   |
| 101                   | Greg Van Avermaet (BEL) | 37.                   |
| 102                   | Stan Dewulf (BEL)       | 104.                  |
| 103                   | Pierre Gautherat (FRA)  | 83.                   |
| 104                   | Oliver Naesen (BEL)     | 66.                   |
| 105                   | Antoine Raugel (FRA)    | 90.                   |
| 106                   | Michael Schär (SUI)     | 69.                   |
| 107                   | Damien Touzé (FRA)      | 107.                  |

| TotalEnergies TEN | TotalEnergies TEN           | TotalEnergies TEN |
| ----------------- | --------------------------- | ----------------- |
| Num               | Ciclista                    | Pos               |
| 111               | Peter Sagan (SVK) (estrada) | DNF               |
| 112               | Edvald Boasson Hagen (NOR)  | 126.              |
| 113               | Maciej Bodnar (POL)         | DNF               |
| 114               | Daniel Oss (ITA)            | DNF               |
| 115               | Geoffrey Soupe (FRA)        | 129.              |
| 116               | Anthony Turgis (FRA)        | 74.               |
| 117               | Dries Van Gestel (BEL)      | 18.               |

| Israel-Premier Tech IPT | Israel-Premier Tech IPT        | Israel-Premier Tech IPT |
| ----------------------- | ------------------------------ | ----------------------- |
| Num                     | Ciclista                       | Pos                     |
| 121                     | Sep Vanmarcke (BEL)            | 16.                     |
| 122                     | Guillaume Boivin (CAN)         | 45.                     |
| 123                     | Itamar Einhorn (ISR) (estrada) | 124.                    |
| 124                     | Derek Gee (CAN)                | 135.                    |
| 125                     | Jens Reynders (BEL)            | 119.                    |
| 126                     | Tom Van Asbroeck (BEL)         | 30.                     |
| 127                     | Rick Zabel (GER)               | 64.                     |

| Arkéa-Samsic ARK | Arkéa-Samsic ARK      | Arkéa-Samsic ARK |
| ---------------- | --------------------- | ---------------- |
| Num              | Ciclista              | Pos              |
| 131              | Matis Louvel (FRA)    | 47.              |
| 132              | Jenthe Biermans (BEL) | 51.              |
| 133              | David Dekker (NED)    | 110.             |
| 134              | Hugo Hofstetter (FRA) | 78.              |
| 135              | Daniel McLay (GBR)    | DNF              |
| 136              | Luca Mozzato (ITA)    | 21.              |
| 137              | Clément Russo (FRA)   | DNF              |

| UAE Team Emirates UAD | UAE Team Emirates UAD      | UAE Team Emirates UAD |
| --------------------- | -------------------------- | --------------------- |
| Num                   | Ciclista                   | Pos                   |
| 141                   | Matteo Trentin (ITA)       | 19.                   |
| 142                   | Pascal Ackermann (GER)     | DNF                   |
| 143                   | Rui Oliveira (POR)         | 52.                   |
| 144                   | Sjoerd Bax (NED)           | 13.                   |
| 145                   | Mikkel Bjerg (DEN)         | 40.                   |
| 146                   | Ryan Gibbons (RSA)         | 88.                   |
| 147                   | Vegard Stake Laengen (NOR) | 44.                   |

| Cofidis COF | Cofidis COF            | Cofidis COF |
| ----------- | ---------------------- | ----------- |
| Num         | Ciclista               | Pos         |
| 151         | Max Walscheid (GER)    | 8.          |
| 152         | Piet Allegaert (BEL)   | DNF         |
| 153         | André Carvalho (POR)   | 94.         |
| 154         | Wesley Kreder (NED)    | 61.         |
| 155         | Christophe Noppe (BEL) | 95.         |
| 156         | Alexis Renard (FRA)    | 28.         |
| 157         | Jelle Wallays (BEL)    | 93.         |

| Team Jayco AlUla JAY | Team Jayco AlUla JAY    | Team Jayco AlUla JAY |
| -------------------- | ----------------------- | -------------------- |
| Num                  | Ciclista                | Pos                  |
| 161                  | Zdeněk Štybar (CZE)     | 79.                  |
| 162                  | Alexandre Balmer (SUI)  | 106.                 |
| 163                  | Luke Durbridge (AUS)    | 100.                 |
| 164                  | Kelland O'Brien (AUS)   | DNF                  |
| 165                  | Lukas Pöstlberger (AUT) | DNF                  |
| 166                  | Elmar Reinders (NED)    | 75.                  |
| 167                  | Campbell Stewart (NZL)  | DNF                  |

| Uno-X Pro Cycling Team UXT | Uno-X Pro Cycling Team UXT    | Uno-X Pro Cycling Team UXT |
| -------------------------- | ----------------------------- | -------------------------- |
| Num                        | Ciclista                      | Pos                        |
| 171                        | Alexander Kristoff (NOR)      | 15.                        |
| 172                        | Louis Bendixen (DEN)          | 98.                        |
| 173                        | Kristoffer Halvorsen (NOR)    | DNF                        |
| 174                        | William Blume Levy (DEN)      | 122.                       |
| 175                        | Erik Nordsæter Resell (NOR)   | 55.                        |
| 176                        | Rasmus Tiller (NOR) (estrada) | 46.                        |
| 177                        | Søren Wærenskjold (NOR)       | 22.                        |

| Movistar Team MOV | Movistar Team MOV         | Movistar Team MOV |
| ----------------- | ------------------------- | ----------------- |
| Num               | Ciclista                  | Pos               |
| 181               | Iván García Cortina (ESP) | 32.               |
| 182               | Juri Hollmann (GER)       | 82.               |
| 183               | Johan Jacobs (SUI)        | 133.              |
| 184               | Mathias Norsgaard (DEN)   | 65.               |
| 185               | Oier Lazkano (ESP)        | 102.              |
| 186               | Lluís Mas (ESP)           | DNF               |
| 187               | Iván Romeo (ESP)          | DNF               |

| Intermarché-Circus-Wanty ICW | Intermarché-Circus-Wanty ICW | Intermarché-Circus-Wanty ICW |
| ---------------------------- | ---------------------------- | ---------------------------- |
| Num                          | Ciclista                     | Pos                          |
| 191                          | Mike Teunissen (NED)         | 17.                          |
| 192                          | Dries De Pooter (BEL)        | 38.                          |
| 193                          | Julius Johansen (DEN)        | 71.                          |
| 194                          | Madis Mihkels (EST)          | 114.                         |
| 195                          | Baptiste Planckaert (BEL)    | DNF                          |
| 196                          | Laurenz Rex (BEL)            | 9.                           |
| 197                          | Gerben Thijssen (BEL)        | 70.                          |

| EF Education-EasyPost EFE | EF Education-EasyPost EFE | EF Education-EasyPost EFE |
| ------------------------- | ------------------------- | ------------------------- |
| Num                       | Ciclista                  | Pos                       |
| 201                       | Jens Keukeleire (BEL)     | 62.                       |
| 202                       | Owain Doull (GBR)         | 59.                       |
| 203                       | Jonas Rutsch (GER)        | 33.                       |
| 204                       | Tom Scully (NZL)          | 101.                      |
| 205                       | James Shaw (GBR)          | DNF                       |
| 206                       | Marijn van den Berg (NED) | 72.                       |
| 207                       | Julius van den Berg (NED) | 84.                       |

| Astana Qazaqstan Team AST | Astana Qazaqstan Team AST   | Astana Qazaqstan Team AST |
| ------------------------- | --------------------------- | ------------------------- |
| Num                       | Ciclista                    | Pos                       |
| 211                       | Gianni Moscon (ITA)         | 36.                       |
| 212                       | Cees Bol (NED)              | 131.                      |
| 213                       | Igor Chzhan (KAZ) (estrada) | DNF                       |
| 214                       | Yevgeniy Fedorov (KAZ)      | 26.                       |
| 215                       | Dmitriy Gruzdev (KAZ)       | 97.                       |
| 216                       | Martin Laas (EST)           | DNF                       |
| 217                       | Gleb Syrica                 | 117.                      |

| Q36.5 Pro Cycling Team Q36 | Q36.5 Pro Cycling Team Q36 | Q36.5 Pro Cycling Team Q36 |
| -------------------------- | -------------------------- | -------------------------- |
| Num                        | Ciclista                   | Pos                        |
| 221                        | Tom Devriendt (BEL)        | 85.                        |
| 222                        | Jack Bauer (NZL)           | 115.                       |
| 223                        | Filippo Colombo (SUI)      | DNF                        |
| 224                        | Tobias Ludvigsson (SWE)    | DNF                        |
| 225                        | Matteo Moschetti (ITA)     | DNF                        |
| 226                        | Antonio Puppio (ITA)       | 108.                       |
| 227                        | Nickolas Zukowsky (CAN)    | 125.                       |

| Bingoal WB BWB | Bingoal WB BWB                 | Bingoal WB BWB |
| -------------- | ------------------------------ | -------------- |
| Num            | Ciclista                       | Pos            |
| 231            | Ludovic Robeet (BEL)           | 99.            |
| 232            | Dorian de Maeght (BEL)         | HD             |
| 233            | Ceriel Desal (BEL)             | 120.           |
| 234            | Karl Patrick Lauk (EST)        | HD             |
| 235            | Alexander Salby (DEN)          | DNF            |
| 236            | Nathan Vandepitte (FRA)        | 130.           |
| 237            | Guillaume Van Keirsbulck (BEL) | 39.            |

| Team Flanders-Baloise TFB | Team Flanders-Baloise TFB | Team Flanders-Baloise TFB |
| ------------------------- | ------------------------- | ------------------------- |
| Num                       | Ciclista                  | Pos                       |
| 241                       | Lindsay De Vylder (BEL)   | DNF                       |
| 242                       | Ruben Apers (BEL)         | 81.                       |
| 243                       | Alex Colman (BEL)         | DNF                       |
| 244                       | Sander De Pestel (BEL)    | 89.                       |
| 245                       | Gilles De Wilde (BEL)     | 103.                      |
| 246                       | Milan Fretin (BEL)        | 118.                      |
| 247                       | Ward Vanhoof (BEL)        | 113.                      |

Convenções:
- AB: Abandono
- FLT: Retiro por chegada fora do limite de tempo
- NTS: Não tomou a saída
- DES: Desclassificado ou expulsado

## UCI World Ranking
A Paris-Roubaix outorgou pontos para o UCI World Ranking para corredores das equipas nas categorias UCI WorldTeam, UCI ProTeam e Continental. As seguintes tabelas são o barómetro de pontuação e os dez corredores que obtiveram mais pontos:
| Posição   | 1.º | 2.º | 3.º | 4.º | 5.º | 6.º | 7.º | 8.º | 9.º | 10.º | 11.º | 12.º | 13.º | 14.º | 15.º | 16.º-20.º | 21.º-30.º | 31.º-50.º | 51.º-55.º | 56.º-60.º |
| Pontuação | 800 | 640 | 520 | 440 | 360 | 280 | 240 | 200 | 160 | 135  | 110  | 95   | 85   | 65   | 55   | 50        | 30        | 15        | 10        | 5         |

| Classificação |                      |                          |        |
| Posição       | Ciclista             | Equipa                   | Pontos |
| ------------- | -------------------- | ------------------------ | ------ |
| 1.º           | Mathieu van der Poel | Alpecin-Deceuninck       | 800    |
| 2.º           | Jasper Philipsen     | Alpecin-Deceuninck       | 640    |
| 3.º           | Wout van Aert        | Jumbo-Visma              | 520    |
| 4.º           | Mads Pedersen        | Trek-Segafredo           | 440    |
| 5.º           | Stefan Küng          | Groupama-FDJ             | 360    |
| 6.º           | Filippo Ganna        | Ineos Grenadiers         | 280    |
| 7.º           | John Degenkolb       | DSM                      | 240    |
| 8.º           | Max Walscheid        | Cofidis                  | 200    |
| 9.º           | Laurenz Rex          | Intermarché-Circus-Wanty | 160    |
| 10.º          | Christophe Laporte   | Jumbo-Visma              | 135    |